# Ceclavín
Ceclavín là một đô thị trong tỉnh Cáceres, Extremadura, Tây Ban Nha. Theo điều tra dân số 2005 (INE), đô thị này có dân số là 2115 người.
39°49′B 6°46′T / 39,817°B 6,767°T